# 호겐의 난
호겐의 난(일본어: 保元の乱)은 일본 헤이안 시대 1156년(호겐 원년) 7월에 황위승계문제와 셋칸가(摂関家)의 내분으로 조정이 고시라카와 천황파와 스토쿠 상황파로 분열되어 교토에서 두 세력이 무력충돌에까지 이르게 된 정변이다.
고시라카와 천황이 즉위할 무렵에 귀족, 무가 등이 천황 지지세력과 스토쿠 상황 지지세력으로 분리되어 있었다. 7월에 천황파가 선제 공격하자, 상황파도 만반의 준비를 갖추고 응전하였다. 일진일퇴의 치열한 접전 끝에 천황파의 승리로 끝나고 스토쿠 상황은 유배되었으며, 상황파 주요 인물들은 사가 천황의 치세 이후 347년 만에 최초로 처형되었다.

## 배경

### 고노에 천황의 즉위
에이지(永治) 원년((1141년) 12월 7일 도바 법황(鳥羽法皇)은 중궁 후지와라노 쇼시(藤原璋子, 다이켄몬인待賢門院) 소생의 스토쿠 천황을 퇴위시키고 총비 나리코(得子, 비후쿠몬인美福門院) 소생의 나리히토 친왕(体仁親王)을 즉위시켰다(고노에 천황). 나리히토 친왕은 스토쿠 천황의 중궁 세이코(聖子)의 양자이기도 했기에 그의 즉위는 「황태자」로써 이루어져야 했으나 양위 선명(宣命)에는 「황태제」(皇太弟)로 기재되어 있었다(『구칸쇼』). 천황의 동생에게는 장래 인세이를 행할 수 없었기 때문에 스토쿠인으로써는 지독한 한으로 남을 양위였다. 이듬해에는 나리코를 저주했다는 혐의로 다이켄몬인이 출가해 물러나고, 스토쿠 상황의 외척이었던 간인류 도쿠다이지 가문(閑院流徳大寺家)의 세력이 후퇴하였다. 한편으로 간인류 산조 가문(三条家)이나 나카미카도류(中御門流)、무라카미 겐지(村上源氏) 출신의 구교(公卿)는 나리코와 그 종형제로 도바인의 제1총신이라 일컬어지던 후지와라노 이에나리(藤原家成)에게 접근하였고, 정계는 다이켄몬인 지지파와 비후쿠몬인 지지파로 나뉘었다. 양파의 대립은 인사 정체를 초래해 호엔(保延) 4년(1138년) 우대신 후지와라노 무네타다(藤原宗忠)가, 규안(久安) 3년(1147년)에는 좌대신 미나모토노 아리히토(源有仁)가 각각 사임한 뒤로 두 자리가 공석으로 남아서 조정에 대신이라고 할 수 있는 자는 내대신(内大臣)을 맡고 있던 후지와라노 요리나가(藤原頼長) 한 사람뿐이었다.

### 셋칸케 내분
시라카와인(白河院)의 인세이 아래서 불우하게 지내오던 후지와라 셋칸케는 도바인의 인세이가 시작되고 후지와라노 다다자네(藤原忠実)의 딸인 야스코(泰子, 다카노인高陽院)가 도바인의 비가 되어 가까스로 숨통이 트게 되었다. 간파쿠(関白) 후지와라노 다다미치(藤原忠通)는 후계자가 되지 못하고 이복 동생이었던 후지와라노 요리나가를 자신의 양자로 들였다(다다미치에게는 첩에게서 본 자식이 있었지만 어머니의 신분이 낮았기 때문에 일찍 출가하였다). 그러나 고지(康治) 2년(1143년)에 모토자네(基実)가 태어나고 다다미치는 셋칸 지위를 자신의 자손에게 계승시키게 할 생각으로 다다자네 ・ 요리나가와 대립하게 되었다.
규안 6년(1150년) 정월 4일에 고노에 천황은 원복(元服)을 행하였고 같은 달 10일에는 요리나가의 양녀 마사루코(多子)가 입궐하였으며, 19일에 뇨고(女御)가 되었다. 그러나 2월이 되어 다다미치와 후지와라노 고레미치(藤原伊通)의 딸로 큰숙모였던 비후쿠몬인의 양녀가 되어 있던 시메코(呈子)를 다시금 자신의 양녀로 들여, 도바 법황에게 「입후(立后)될 수 있는 것은 셋칸의 여식뿐이다」라고 주상해 시메코의 입궐을 시사하였다. 열세에 몰린 다다미치는 비후쿠몬인과 연합해 셋칸의 지위를 유지하려 하였다. 도바인은 이 문제에 깊이 개입하는 것을 피하고 마사루코를 황후、시메코를 중궁으로 삼는 것으로 일을 수습하고자 하였으나, 다다자네 ・ 요리나가 부자와 다다미치 사이의 대립은 이미 회복하기 어려운 지경에 처하였다. 같은 해 9월에 일련의 다다미치의 행동을 불쾌하게 여긴 다다자네는 오오도노(大殿)의 권한으로 후지와라 집안의 우지쵸자(氏長者) 대대로 전해오는 보물인 주기대반(朱器台盤)을 셋칸케 정저(正邸) 히가시산조도노(東三条殿) 등을 압수하였다. 또한 다다미치의 우지쵸자 자리도 빼앗아 요리나가에게 주었고, 다다미치와 의절해 버렸다. 그러나 도바인은 어느 쪽 편도 들지 않는 애매한 태도를 견지하였고 다다미치를 간파쿠에 유임시키는 한편으로 요리나가에게 나이란(内覧)의 선지를 내렸다. 간파쿠와 나이란이 병립한다는 전대미문의 일이 벌어진 것이다(이제까지 나이란은 간파쿠가 겸임하는 것이 선례였다).

### 고노에 천황의 죽음
나이란(内覧)이 된 요리나가는 옛 의식의 부흥과 기강 숙정을 꾀했고 그의 가혹하고 무자비한 성격은 「악좌부」(悪左府)라 불리며 인의 근신(院近臣)과의 알력이 생겨났다. 닌표(仁平) 원년(1151년)에는 후지와라노 이에나리의 저택을 파각한다는 사건을 불러일으켰고 도바인의 요리나가에 대한 감정은 악화되었다. 이러한 와중에 닌표 3년(1153년)에 고노에 천황이 중병으로 드러누웠다. 후계자로써는 스토쿠인의 첫째 황자였던 시게히토 친왕(重仁親王)이 유력하였으나 다다미치는 비후쿠몬인의 양자 모리히토(守仁)에게 양위할 것을 법황에게 아뢰었다. 당시 고노에 천황과 면담할 수 있었던 인물은 간파쿠 다다미치 등 일부 제한된 인물들이었고, 도바인은 다다미치가 권력을 독점하기 위해서 거짓말을 하고 있다고 생각하고 그 제안을 거절하였고, 도바인과 다다미치에 대한 감정은 악화되었다. 그러나 비후쿠몬인과 다다미치는 스토쿠 상황의 인세이를 저지하기 위해서 모리히토 친왕에 대한 양위를 실현시키려는 움직임에 들어 갔다.
규주(久寿) 2년(1155년) 7월 23일 고노에 천황이 붕어하였다. 후계 천황을 결정하는 왕자의정(王者議定)에 참가한 것은 미나모토노 마사사다(源雅定)와 산조 기미노리(三条公教)로 모두 비후쿠몬인과 관계가 깊은 구교들이었다. 후보로 시게히토 친왕과 모리히토 친왕, 쇼시 내친왕(暲子内親王)이 거론되었고, 모리히토 친왕이 즉위하기 전까지의 중계로써 친왕의 아버지인 마사히토 친왕(雅仁親王)이 태자 책봉도 거치지 않고 29세의 나이로 즉위하게 된다(고시라카와 천황). 이러한 돌발적이라고 할 수 있는 고시라카와 천황의 즉위에는 그의 유모의 남편으로 인의 근신이기도 했던 신제이(信西)의 책동이 있었던 것으로 추정되고 있다. 아버지 친왕이 있는데 아버지를 제치고 아들이 뒤를 잇는다는 것은 서열상으로도 맞지 않을 뿐더러 나이 어린 모리히토가 즉위하고 그가 성인이 되기 전에 도바인이 붕어한다면 건재한 유일한 인(院, 상황 ・ 법황)인 스토쿠 상황이 치천(治天)의 군(君)이 되어 그의 인세이가 개시될 가능성도 떠오르고 있었다. 때문에 이를 회피하기 위해서도 마사히토 친왕의 변칙적인 즉위가 필요했다고 생각되고 있다. 이러한 중요한 시기에 요리나가는 아내의 상을 치르느라 조정에 출사하지 못하였는데 곧 세간에는 고노에 천황의 죽음이 다다자네 ・ 요리나가 부자의 저주 때문이라는 소문이 나돌았고, 사실상 실각 상태에 처하고 말았다. 다다자네는 요리나가를 근신시키고 중개역으로써 다카노인을 통해서 법황의 신뢰를 회복해보려 했지만 12월에 다카노인이 사망하는 바람에 그의 시도는 좌절되고 말았다.

### 도바인의 죽음
새로운 체제가 성립되고 고시라카와 천황과 후지와라노 긴시(藤原忻子)、모리히토와 슈시 내친왕(姝子内親王)의 혼인이 차례대로 이루어졌다. 긴시는 다이켄몬인 및 요리나가의 부인의 친정인 다이도쿠지 가문 출신이었고 슈시 내친왕은 비후쿠몬인의 딸이었지만 무네코 내친왕(統子内親王, 다이켄몬인의 딸로 고시라카와 천황의 친누나)의 유자(猶子)가 되었다. 다이켄몬인파와 비후쿠몬인파 사이의 파열을 회복하는 동시에 스토쿠 상황과 후지와라노 요리나가의 지지 세력을 무너뜨리려는 시도였다고 생각된다.
그러나 새로운 체제의 기반은 아직 튼튼하지 못했고, 호겐 원년(1156년) 5월에 도바인이 병으로 쓰러졌다. 도바인의 권위를 방패삼아 스토쿠 상황이나 후지와라노 요리나가를 억압해오던 비후쿠몬인이나 다다자네, 인의 근신들에게 그것은 중대한 정치적 위기였고, 인 주변의 움직임은 더욱 험악해졌다. 『구칸쇼』에 따르면 정치 정세 불안을 두려워한 후지와라노 무네요시(藤原宗能)가 향후의 대응책을 요청하였고, 병상에 있던 도바인은 미나모토노 다메요시(源為義) ・ 다이라노 기요모리(平清盛) 등 북면무사(北面武士) 10명에게 제문(祭文, 맹약서)를 쓰게 해서 비후쿠몬인에게 보냈다고 한다. 다메요시는 다다자네의 게닌(家人)이었고 기요모리는 그의 아버지 다다모리(忠盛)가 시게히토 친왕(重仁親王)의 후견인이기도 했다. 그들이 도바인 사후에 비후쿠몬인을 따를지는 확실하게 알 수 없었고, 도바인이 살아있는 동안에 그들의 충성을 맹약받을 필요성이 있었다. 도바인의 용태가 절망적으로 기울었던 6월 1일、도바인의 거처인 도바도노(鳥羽殿)를 미나모토노 미쓰야스(源光保) ・ 다이라노 모리카네(平盛兼)를 중심으로 하는 유력한 북면무사들이, 고시라카와 천황의 거처 사토 다이리(里内裏) ・ 다카마쓰도노(高松殿)를 가와치 겐지(河内源氏)인 미나모토노 요시토모(源義朝) ・ 미나모토노 요시야스(源義康)가 각자 병사를 거느리고 경호하였다(『효한키』 7월 5일자).
그로부터 한 달 뒤에 7월 2일 신각(오후 네 시경)에 도바인은 붕어하였다. 스토쿠 상황은 임종 직전에 그를 병문안하러 찾아왔지만 만날 수 없었다. 『고지단』(古事談)에 따르면 도바인은 측근 후지와라노 고레카타(藤原惟方)에게 "자신의 유체를 스토쿠 상황에게 보이지 말라"는 말을 남겼다고 한다. 스토쿠 상황은 분개하며 도바 다나카도노(鳥羽田中殿)로 물러나 돌아왔다. 장례 의식은 유각(오후 여덟 시경)부터 소수의 인의 근신들이 거행하였다.

## 경과

### 도발 개시
도바인이 세상을 떠나고 얼마 되지 않아 사태는 급변하였다. 7월 5일 '상황(上皇, 스토쿠 상황)과 좌부(左府, 후지와라노 요리나가)가 한 마음으로 군대를 발하여 국가를 무너뜨리려 한다(上皇左府同心して軍を発し、国家を傾け奉らんと欲す)'는 풍문에 대응하기 위하여, 칙령으로 게비이시(検非違使) 다이라노 모토모리(平基盛, 기요모리의 둘째 아들) ・ 다이라노 고레시게(平維繁) ・ 미나모토노 요시야스가 소집되었고, 수도 안 무사들의 움직임을 중지한다는 처치를 취하였다(『효한키』兵範記 7월 5일조). 6일에는 요리나가의 명으로 교토에 잠복해 있었다는 용의로 야마토 겐지(大和源氏)의 미나모토노 지카야스(源親治)가 모토모리에게 체포되었다(『효한키』 7월 6일조). 법황의 초칠일인 7월 8일 후지와라노 다다자네와 요리나가 부자가 각자 그들의 장원에서 병사를 모으는 것을 정지한다는 고시라카와 천황의 어교서(御教書, 윤지)가 여러 구니에 내려지는 동시에 구란도(蔵人) ・ 다카시나노 도시나리(高階俊成)와 미나모토노 요시토모(源義朝)의 수병들이 히가시산조도노(東三条殿)에 난입해 저택을 몰관하기까지에 이르렀다. 몰관 처번은 모반인에 대한 재산 몰수 처분으로 후지와라노 요리나가를 모반죄로 다스리겠다는 의미였다. 한때는 일본 제일의 권세를 누리던 후지와라 셋칸케의 우지쵸자가 모반인으로 몰린 전대미문의 사태에 셋칸케의 게시(家司)로 『효한기』(兵範記)를 남겼던 다이라노 노부노리(平信範)는 자신의 책에서 「일일이 필설로 다 적을 수 없구나」(子細筆端に尽くし難し)라고 개탄하고 있다(『효한키』 7월 8일조).
이러한 일련의 조치는 고시라카와 천황의 어명에 따른 것이었으나 실제로 배후에서 모든 일을 꾸미고 실행한 것은 고시라카와 천황의 측근이었던 신제이로 추측되고 있다. 이를 전후해 다다자네 ・ 요리나가가 어떠한 행동을 일으킨 것은 보이지 않고 무사 동원에 성공해 압도적인 우위에 선 고시라카와 천황 ・ 모리히토 태자 진영에 대놓고 도발을 개시하였다고 생각된다. 다다자네 ・ 요리나가는 궁지에 몰렸고 사태는 병력을 통한 실력행사 외에는 방법이 없게 되었다.

### 스토쿠 상황의 탈출
7월 9일 밤중에 스토쿠 상황은 몇몇 측근만을 거느린 채로 도바 다나카도노(鳥羽田中殿)를 탈출해서 라쿠도(洛東) 시라카와(白河)에 있는 무네코 내친왕의 고쇼(御所)로 들이쳤다. 『효한키』는 이 날의 기록에 「위아래로 어수선하였고 친소(親疎)도 알아볼 수 없었다」(上下奇と成す、親疎知らず)고 적었다. 시게히토 친왕도 대동하지 않았을 정도로 스토쿠 천황의 행동은 돌발적이고 예상 밖의 것이었다. 스토쿠 천황에 대한 직접적인 공격도 없었으나 이미 세간에서 「상황과 좌부가 한 마음으로」나라를 뒤엎으려 한다는 소문이 퍼진 상황에서 도바 다나카도노에 계속 머무르는 것은 신병 구속의 위험도 있었기 때문에 탈출을 결행할 수 밖에 없었던 것으로 해석되고 있다. 시라카와는 라쿠주(洛中)에 가까워 군사거점으로는 맞지 않는 곳이었지만 남쪽으로는 헤이시의 본거지인 로쿠하라(六波羅)가 있었고 자신이 새로운 '치천의 군'이 되는 것을 선언해서 북면무사 가운데 최대 병력을 지닌 세력이었던 다이라노 기요모리나 거취를 명확하게 하지 않은 귀족층의 지지를 기대한 것으로 추측되고 있다.

### 대치
10일 초저녁, 요리나가가 우지(宇治)에서 상경해 시라카와기타도노(白河北殿)로 들어 왔다. 모반인으로 낙인이 찍힌 요리나가는 거병의 정당성을 얻기 위해 스토쿠 상황을 担ぐ 것을 결의하였던 것으로 보인다. 시라카와기타도노에는 귀족으로는 스토쿠 천황의 측근이었던 후지와라노 노리나가(藤原教長)나 요리나가의 외가 연척인 후지와라노 모리노리(藤原盛憲) ・ 쓰네노리(経憲) 형제가, 무사로는 다이라노 이에히로(平家弘) ・ 미나모토노 다메쿠니(源為国) ・ 미나모토노 다메요시 ・ 다이라노 다다마사(平忠正, 기요모리의 숙부) ・ 미나모토노 요리노리(源頼憲) 등이 결집하였다. 무사는 스토쿠 천황의 종자였던 이에히로나 다메쿠니를 제외하고 다메요시와 다다마사는 다다자네의 게닌(家人)이었고 요리노리는 셋칸케 소유 영지인 다다 장원(多田荘)의 장관(荘官)으로 다다자네 ・ 요리나가와는 주종관계에 있는 사이였다. 스토쿠 천황 진영의 무사는 셋칸케의 사병 집단으로 한정되어 있었고 그 병력은 매우 약소해 열세는 명백하였다. 스토쿠 천황은 죽은 다다모리가 시게히토 친왕의 후견인이었던 점을 들어 기요모리가 자신의 아군이 되어줄 것을 기대했고 그것은 스토쿠 천황에게 있어서 일말의 희망이었지만 시게히토 친왕의 유모이자 다다모리의 계실이었던 이케노젠니(池禅尼)가 스토쿠 천황의 패배를 예측하고서 의붓아들 기요모리에게 협력을 명하였다(『구간쇼』). 시라카와기타도노에서는 군사회의가 열렸고 다메요시의 아들 다메토모(為朝)가 고시라카와 천황의 거처 다카마쓰도노(高松殿)에 대한 야간기습을 헌책하였다. 그러나 요리나가는 이를 듣지 않고 노부자네(信実)가 이끄는 고후쿠지(興福寺) 승병들이 야마토(大和)에서 원군으로 올 때까지 기다리는 것을 결정하였다.
이에 대해 고시라카와 천황 ・ 모리히토 태자 진영에서도 스토쿠 상황의 움직임을 「이제까지의 풍문이 드디어 현실로 드러난 것이다」(これ日来の風聞、すでに露顕する所なり)라며 무사들을 동원하였다. 다카마쓰도노는 이곳을 경비하고 있던 미나모토노 요시토모 ・ 미나모토노 요시야스에 더해 다이라노 기요모리 ・ 미나모토노 요리마사(源頼政) ・ 미나모토노 시게나리(源重成) ・ 미나모토노 스에자네(源季実) ・ 다이라노 노부카네(平信兼) ・ 다이라노 고레시게(平維繁)가 잇따라 소집되었고, 다이라노 노부노리는 『효한키』 7월 10일조에서 그 날의 모습을 「군사들이 구름같이 모여들었다」(軍、雲霞の如し)고 적었다. 같은 날 다다미치 ・ 모토자네 부자도 다카마쓰도노에 왔다. 한편 『구간쇼』, 『호겐 이야기』(保元物語), 『제왕편년기』(帝王編年記)에는 구교가 잇따라 참내하였다고 기록하고 있는데 『효한키』 7월 11일조에는 「구교들으나 근장(近将)들은 오지 않았다」(公卿ならびに近将不参)고 적었고, 옛 요리나가파 내대신이었던 도쿠다이지 사네요시(徳大寺実能)가 군세가 출격한 뒤에 모습을 드러냈을 뿐이었다. 대부분의 구교들은 도바 법황의 상중임을 구실로 출사하지 않았고, 정세를 관망하고 있었던 것으로 보인다.
기요모리와 요시토모는 천황의 어전에 불려가서 작전을 아뢴 뒤에 출격 준비에 들어 갔다. 『구간쇼』에 따르면 신제이 ・ 요시토모가 선제공격을 강경하게 주장하였던 것에 비해 다다미치는 신중론을 주장하였는데 거절당했다고 한다.

### 야간기습 작전
7월 11일 새벽 기요모리가 이끄는 3백 기의 군세가 니조대로(二条大路)를, 요시토모가 이끄는 2백 기가 오오이고몬대로(大炊御門大路)를, 요시야스가 이끄는 1백 기가 고노에 대로(近衛大路)를 동쪽으로 지나 인각(오전 네 시경)에 상황측과 전투가 벌어졌다. 고시라카와 천황측은 삼종신기와 함께 다카마쓰도노 가까이 있던 히가시산조도노로 옮겨서 미나모토노 요리모리(源頼盛)가 수백 명의 병사로 주변을 방어하였다.
전투의 구체적인 양상은 『호겐 이야기』에 의지할 수밖에 없는데, 상황측은 미나모토노 다메토모의 뛰어난 궁술과 분전으로 다이라노 기요모리측의 유력 노토(郎等)였던 후지와라노 다다나오(藤原忠直, 이토 다다나오) ・ 야마다 고레유키(山田是行)가 희생되고 요시토모군도 50명 넘는 사상자를 내고 물러났다고 되어 있다. 다메토모의 궁술은 훗날 그의 화살에 맞고 물러났던 오오바 가게요시(大庭景義)가 그날의 전투를 회상하면서 「(다메토모는) 본조에 비길 자가 없는 활의 달인이었다」(我が朝無双の弓矢の達者なり)고 칭찬하고 있는 등 실제 사실이었던 것을 알 수 있다. 한편 『호겐 이야기』에는 시라카와 기타도노의 문에서 있었던 분투를 기록하고 있지만 실제로는 가모가와(鴨川)를 끼고 일진일퇴의 공방이 있었던 것으로 추측되고 있다.
천황측은 새로운 군세로써 요리마사 ・ 시게나리 ・ 노부카네를 투입하는 동시에 요시토모의 헌책대로 시라카와기타도노 서쪽에 있던 후지와라노 이에나리 저택에 불을 질렀다. 불은 진각(오전 여덟 시경)에 시라카와 기타도노로 옮겨붙었고 상황측은 무너졌다. 스토쿠 상황이나 후지와라노 요리나가는 고쇼를 탈출해서 행방을 감추었고, 천황측은 잔적 소탕을 위해 홋쇼지를 수색하면서 다메요시의 엔가쿠지(円覚寺) 주거에 불을 질렀다. 고시라카와 천황은 전승을 보고받고 다카마쓰도노로 돌아왔고 오각(오후 0시경)에 기요모리 ・ 요시토모도 돌아와서 전투는 종료되었다. 요리나가의 패주를 알게 된 다다자네는 우지에서 난토(南都)로 달아났다.

## 결과
스토쿠 상황은 유배되고, 그를 도와 전쟁에 참여했던 패전 무사들은 모조리 처형되고 말았다. 참전한 것은 오직 무사 계급이었던만큼 전쟁에 져 전사한 것도 전쟁에 이겨 최고의 공신이 된 가문도 겐지와 헤이지 가문이었다.

## 같이 보기
- 헤이지의 난
- 고시라카와 천황
- 스토쿠 천황